# Autreville (Aisne)
Autreville és un municipi francès situat al departament de l'Aisne i a la regió dels Alts de França. L'any 2007 tenia 827 habitants.

## Demografia

### Població
El 2007 la població de fet d'Autreville era de 827 persones. Hi havia 296 famílies de les quals 68 eren unipersonals (28 homes vivint sols i 40 dones vivint soles), 88 parelles sense fills, 120 parelles amb fills i 20 famílies monoparentals amb fills.
La població ha evolucionat segons el següent gràfic:
Habitants censats

### Habitatges
El 2007 hi havia 323 habitatges, 302 eren l'habitatge principal de la família, 4 eren segones residències i 17 estaven desocupats. 314 eren cases i 9 eren apartaments. Dels 302 habitatges principals, 275 estaven ocupats pels seus propietaris i 27 estaven llogats i ocupats pels llogaters; 9 tenien dues cambres, 34 en tenien tres, 90 en tenien quatre i 169 en tenien cinc o més. 247 habitatges disposaven pel capbaix d'una plaça de pàrquing. A 121 habitatges hi havia un automòbil i a 145 n'hi havia dos o més.

### Piràmide de població
La piràmide de població per edats i sexe el 2009 era:
| Homes | Edats   | Dones |
| ----- | ------- | ----- |
| 1     | 95 o +  | 0     |
| 0     | 90 a 94 | 1     |
| 3     | 85 a 89 | 10    |
| 6     | 80 a 84 | 9     |
| 9     | 75 a 79 | 16    |
| 20    | 70 a 74 | 18    |
| 19    | 65 a 69 | 20    |
| 16    | 60 a 64 | 15    |
| 17    | 55 a 59 | 16    |
| 35    | 50 a 54 | 30    |
| 37    | 45 a 49 | 29    |
| 31    | 40 a 44 | 31    |
| 19    | 35 a 39 | 29    |
| 23    | 30 a 34 | 18    |
| 21    | 25 a 29 | 18    |
| 24    | 20 a 24 | 14    |
| 40    | 15 a 19 | 33    |
| 29    | 10 a 14 | 31    |
| 24    | 5 a 9   | 24    |
| 19    | 0 a 4   | 6     |

## Economia
El 2007 la població en edat de treballar era de 533 persones, 366 eren actives i 167 eren inactives. De les 366 persones actives 328 estaven ocupades (194 homes i 134 dones) i 38 estaven aturades (21 homes i 17 dones). De les 167 persones inactives 61 estaven jubilades, 39 estaven estudiant i 67 estaven classificades com a «altres inactius».

### Ingressos
El 2009 a Autreville hi havia 302 unitats fiscals que integraven 790,5 persones, la mediana anual d'ingressos fiscals per persona era de 18.012 €.

### Activitats econòmiques
Dels 19 establiments que hi havia el 2007, 2 eren d'empreses extractives, 2 d'empreses de construcció, 10 d'empreses de comerç i reparació d'automòbils, 1 d'una empresa financera, 1 d'una empresa immobiliària, 2 d'entitats de l'administració pública i 1 d'una empresa classificada com a «altres activitats de serveis».
Dels 3 establiments de servei als particulars que hi havia el 2009, 2 eren fusteries i 1 perruqueria.
L'únic establiment comercial que hi havia el 2009 era un supermercat.
L'any 2000 a Autreville hi havia 4 explotacions agrícoles que ocupaven un total de 372 hectàrees.

## Equipaments sanitaris i escolars
El 2009 hi havia una escola elemental.

## Poblacions més properes
El següent diagrama mostra les poblacions més properes.